# Søby Kirke (Assens Kommune)
 For alternative betydninger, se Søby Kirke. (Se også artikler, som begynder med Søby Kirke)
Søby Kirke ligger i landsbyen Kirke Søby ca. 8 km Ø for Assens (Region Syddanmark).
Den nuværende bygning blev opført i 1745 af Flensborg mursten.

## Eksterne kilder og henvisninger
- Kirkens beskrivelse hos Trap, Kongeriget Danmark, 3. udg., 3. bind, s. 787
- Søby Kirke Arkiveret 31. januar 2011 hos  Wayback Machine hos nordenskirker.dk
- Søby Kirke hos KortTilKirken.dk

- Wikimedia Commons har flere filer relateret til Søby Kirke (Assens Kommune)